# Negrești Oaș
Negrești Oaș (en húngaro: Avasfelsőfalu) es una ciudad del distrito Satu Mare, Rumania. Es la capital de la región etnografica de País Oaș.

## Demografía
En 2002 Negrești Oaș tenía 13.871 habitantes de los cuales:
- 13 195 eran rumanos (95,12%)
- 553 magiares (3,98%)
- 72 gitanos (0,51%)

Las principales comunidades religiosas son: los ortodoxos con 76,04% de la población, católicos, reformados y pentecostales con porcentajes entre 2,25%y 3,4%.
Evolución de la población:
- 1966: 9 311 personas
- 1977: 12 387 personas
- 1992: 16 648 personas
- 2002: 13 871 personas
- 2009: 15 012 (estimada)

## Personas asociadas a la localidad
- Lehel Domokos. escultor nacido en esta población en 1945
- Su Excelencia Ionuț Silaghi de Oaș, noble, artista rumano
- Prof. Maria Tripon, profesor, intérprete de música folclórica

## Galería

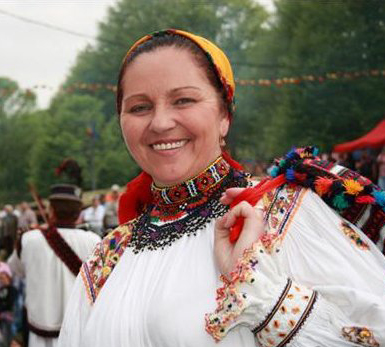
Prof. Maria Tripon, en traje nacional de Oaș Tierra
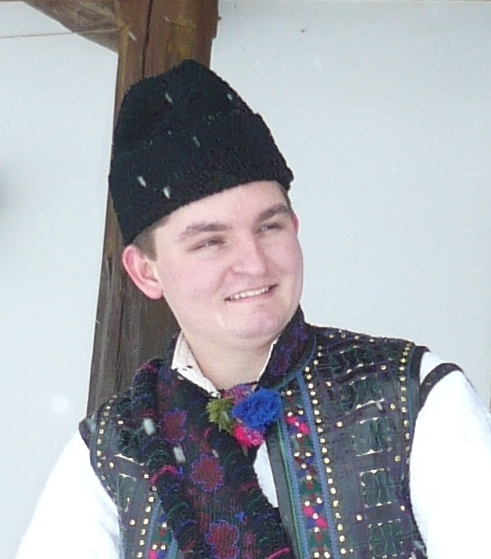
Su Excelencia Ionuț Silaghi de Oaș , en traje nacional de Oaș Tierra